# Cokéfaction
La cokéfaction est un procédé par lequel les résidus lourds issus de la distillation du pétrole ainsi que ceux issus du craquage sont transformés en produits pétrolier légers et en coke. Ce procédé peut être considéré comme un type de craquage en permettant de transformer une partie des produits lourds en produits légers plus intéressants du point de vue économique. Le reste des résidus est transformé en produit solide, le coke, appelé aussi coke vert (green coke en anglais) ou coke de pétrole.
C'est un procédé qui a été inventé par Abraham Darby en 1709. C'est notamment grâce à la cokéfaction que la production de fonte européenne est passée au XVIIIe siècle de 150 000 tonnes par an à 180 000. 
Le procédé consiste à faire passer les résidus dans un four entre 400 et 500 °C  puis dans un silo où les éléments solides sont récupérés par lavage du flux à l'eau alors que les composés gazeux sont évacués pour traitement et récupération. Le procédé est intéressant du point de vue économique pour son faible investissement comparé aux installations de craquage conventionnelles.
Le coke issu de ce procédé est ensuite principalement utilisé comme combustible ou matériau pour électrode en fonction de sa teneur en impuretés métalliques.